# Дорнштадт
Дорнштадт (нім. Dornstadt) — громада в Німеччині, знаходиться в землі Баден-Вюртемберг. Підпорядковується адміністративному округу Тюбінген. Входить до складу району Альб-Дунай.
Площа — 59,24 км2. Населення становить 8722 ос. (станом на 31 грудня 2020).

## Відомі люди
- Андрієвський Віктор Никанорович (1885—1967) — український громадський діяч, публіцист та педагог.
- Полонська-Василенко Наталія Дмитрівна (1884—1973) — українська вчена, історик, археолог, архівіст.
- Андрієвський Дмитро Юрійович (1892—1972) — відомий український політичний діяч і публіцист, член Організації Українських Націоналістів (з 1929).
- Архипенко Євген Порфирович (1884—1959) — український політичний і державний діяч доби УНР.
- Мощенко Кость Васильович (1876—1963) — український громадський діяч, музейник, етнограф, художник, архітектор, краєзнавець, дослідник українського народного мистецтва.

## Галерея

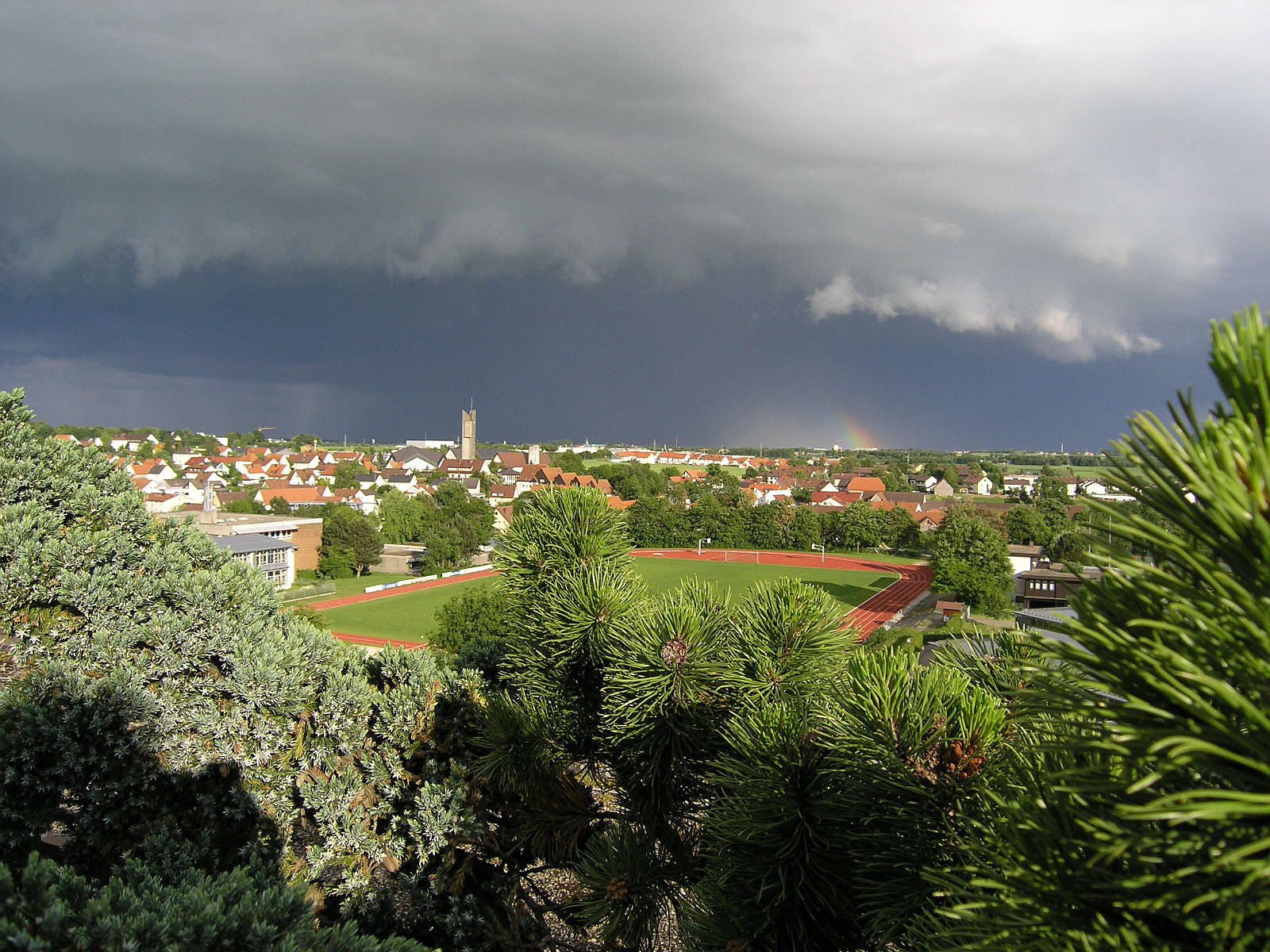
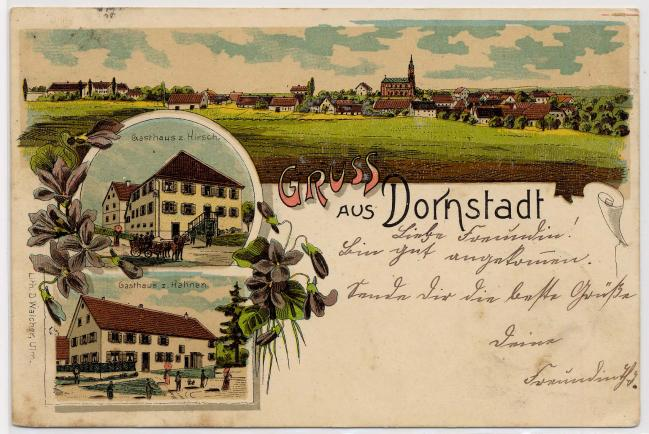
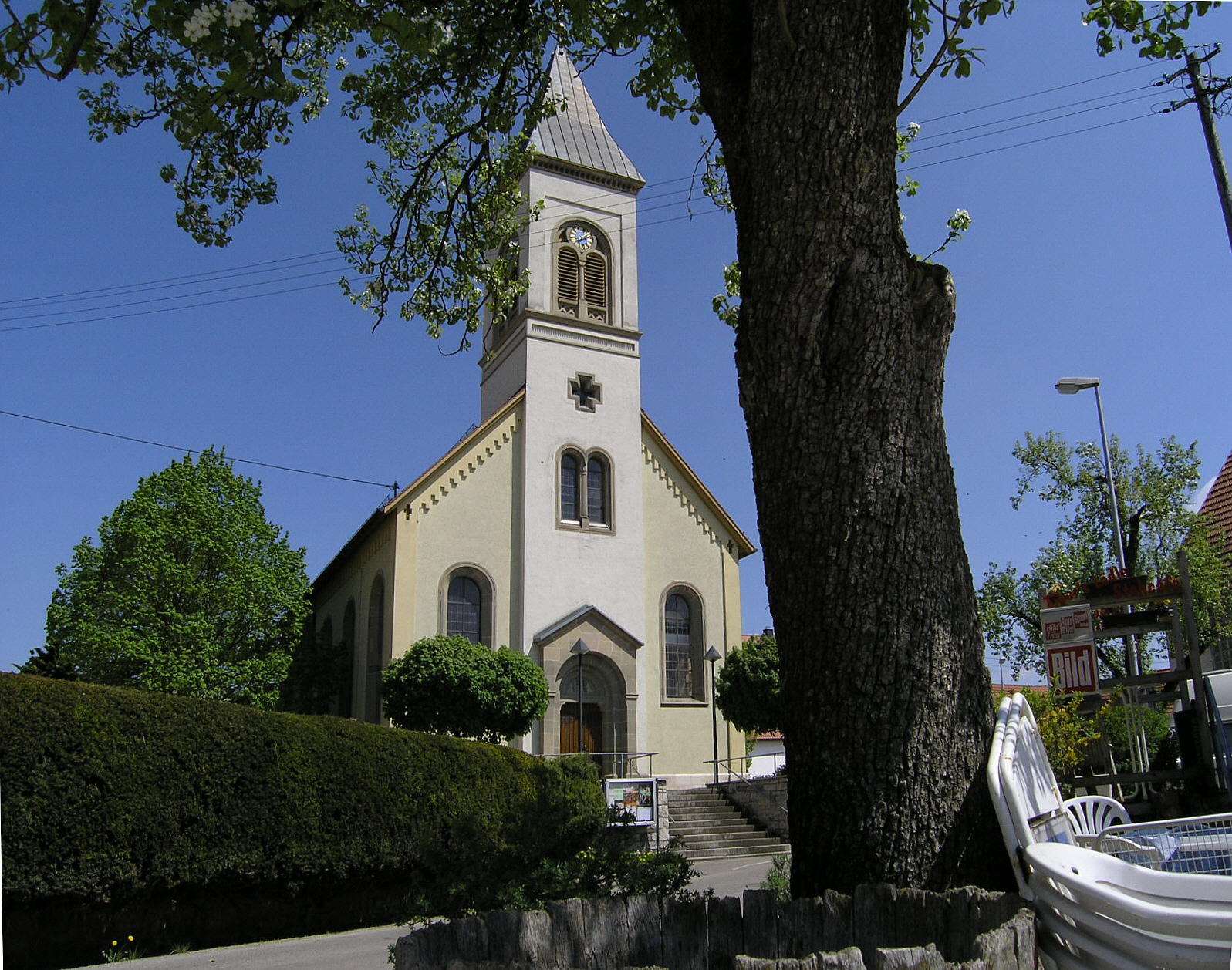
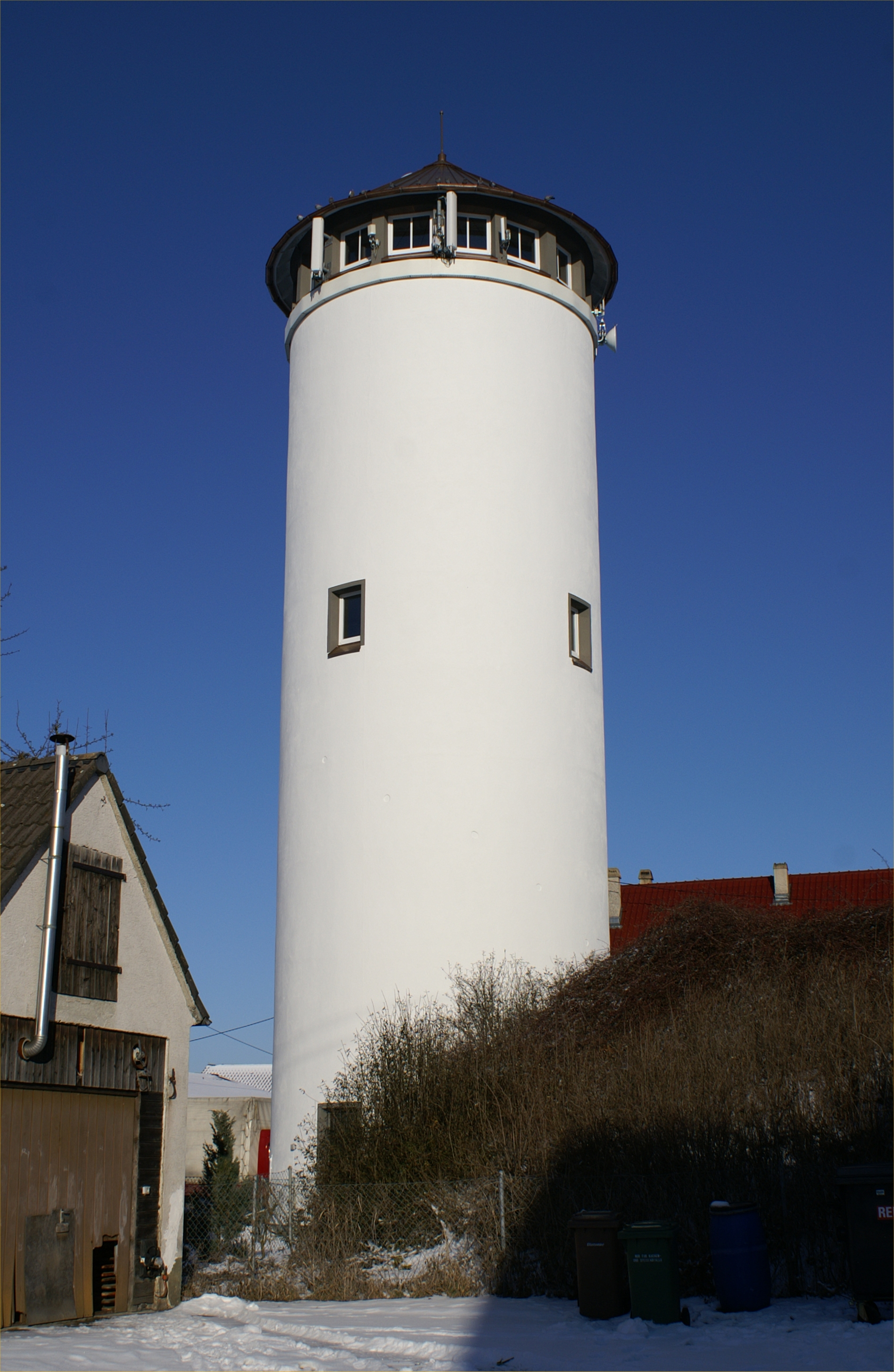
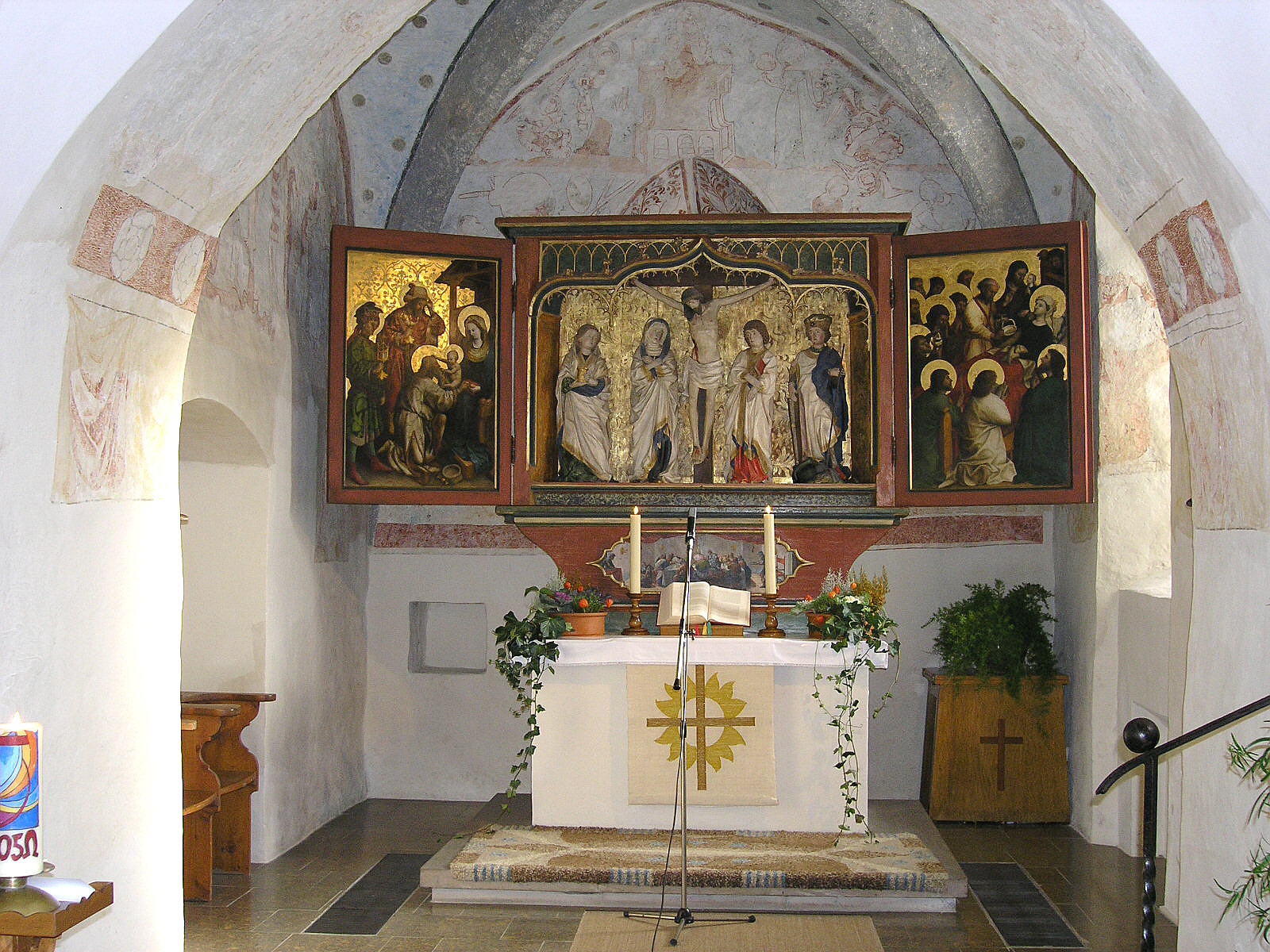
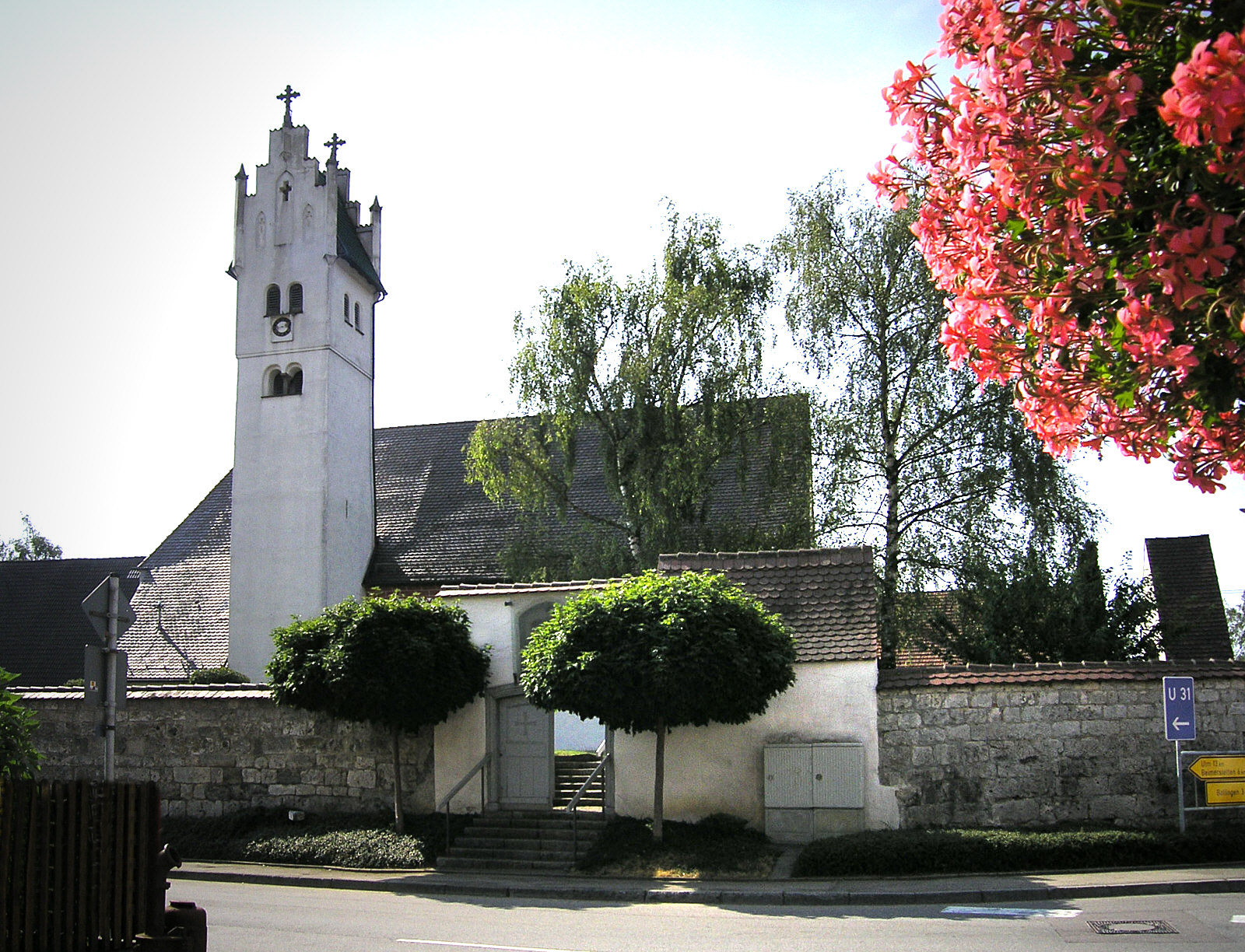